# Золоті вірші

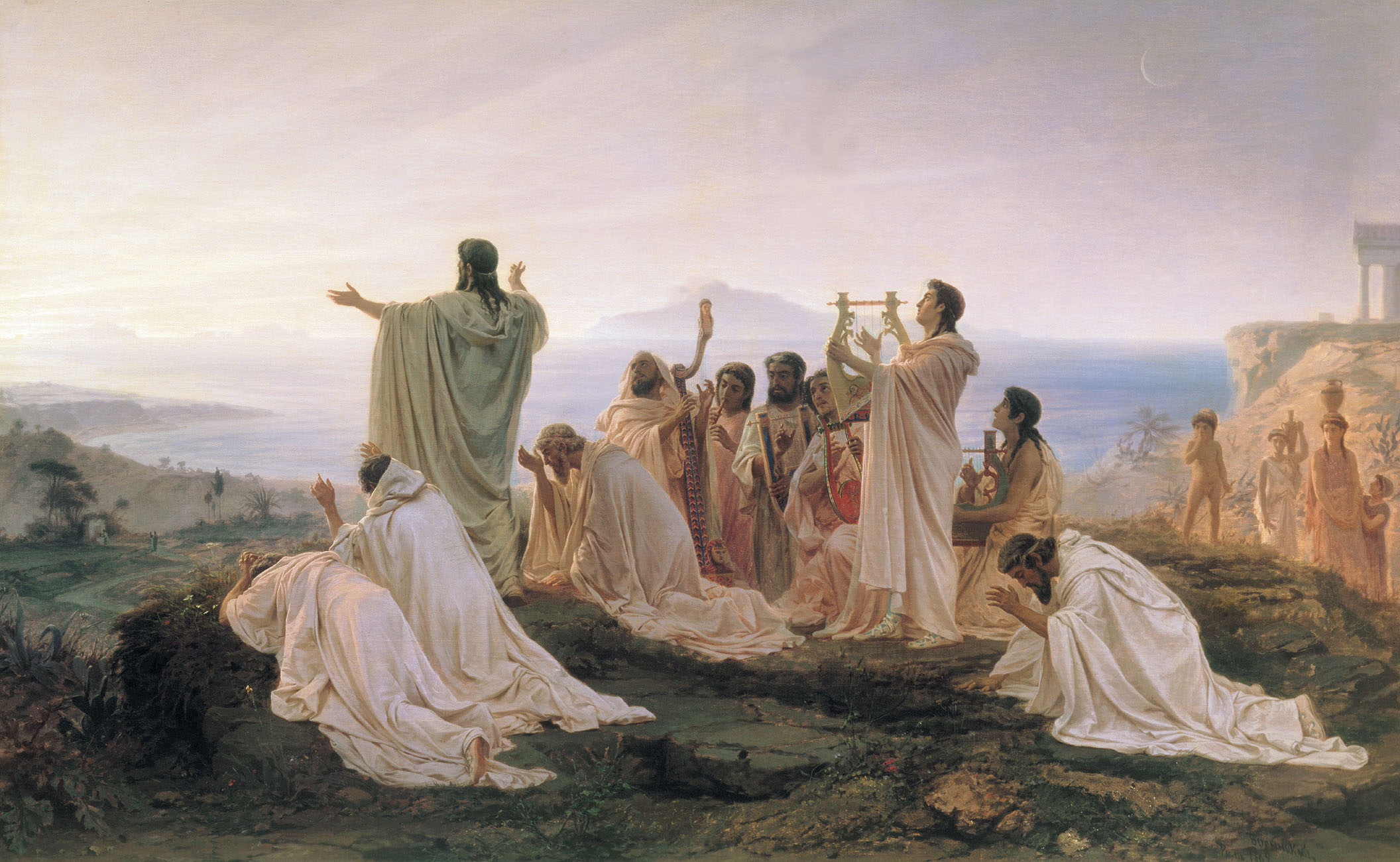
Федір Бронніков, Гімн піфагорійців сонцю, що сходить, 1869.
Полотно, олія.

«Золоті вірші» (гр. ἔπη χρυσᾶ or χρύσεα ἔπη, Chrysea Epē [kʰrýsea épɛː]; лат. Aurea Carmina) є збіркою грецьких моральних повчань, що складається з 71 рядка, написаного дактилічним гекзаметром. Їх традиційно приписують філософам-піфагорійцям. 

## Загальна інформація
Точне походження «Золотих віршів» невідоме, але існують різні думки щодо їх датування. Вірогідно, що вірші могли бути відомі ще в 3 столітті до н. е.  але їх існування в тому вигляді, в якому ми їх знаємо, не може бути підтверджено до п’ятого століття нашої ери.
«Золоті вірші» мали велику популярність і були широко поширені в пізній античності , їх часто цитували . Їх слава зберігалася протягом Середньовіччя та в епоху Відродження .  У 1494 році грецький учений-неоплатонік Костянтин Ласкаріс опублікував їх у знаменитому друкованому виданні своєї «Граматики». Він спеціально переклав «Золоті вірші» на латинську мову, щоб відкрити їх для широкої аудиторії.
Неоплатоніки використовували «Золоті вірші» як частину своєї підготовчої програми моральних настанов, також збереглася низка неоплатонічних коментарів до них.
Ранній англійський переклад «Золотих віршів», був у супроводі з коментарем неоплатоніка Гієрокла Олександрійського, та був опублікований Джоном Голлом із Дарема у його посмертній книзі «Гієрокл» (1657).  Інші ранні переклади «Золотих віршів» і коментаря Гієрокла включають переклад французькою мовою Андре Дасьє (1706)  і переклад англійською мовою Ніколаса Роу (1707). Сучасне критичне видання та англійський переклад «Золотих віршів» було підготовлено Йоханом К. Томом у 1995 році , тоді як останній англійський переклад коментаря Гієрокла був опублікований Германом Шіблі у 2002 році.

## Золоті вірші
Понад усе шануй Безсмертних богів та зберігай

Їхню першість згідно з Законом, вірним будь Клятві,

Потім вшановуй славних Героїв та Духів Підземних,

Батька та матір шануй, будь уважним до ближніх,

З тим, хто чеснотою всіх перевершує, дружбу підтримуй. [5]

Прагни приносити користь для інших та слухай поради.

Не ображайся, як можеш, на друга за дрібну провину,

Адже відомо: що необхідність приносить нагоду можливу.

Все це запам’ятай, і не впадай в ненаситність,

Свій сон скороти, навчись підкоряти гнів та бажання. [10] 

Ганебних учинків не здійснюй – ні сам, ні у спілці.

Найважливіше – нехай твоя совість стане твоїм суддею.

Прагни, щоб справедливість в словах і ділах панувала,

Нерозумних учинків ніколи не здійснюй,

Пам’ятай, що для смертних невідворотна погибель. [15]

І що багатство то прибуває, то знову зникає.

Смертним по волі богів часом даються страждання –

Гідно прийми їх, яким би не випав твій жереб,

Та радість шукай собі, щоб серце від смутку зціляти,

Знай, що праведним, доля не буде біди посилати. [20]

Люди чують багато і добрих, і злих перемовин –

Сліпо не довіряй, але й не лишай без уваги,

Не переймайся, як взнаєш, що обман за правду приймають, 

Те, що я кажу, завжди робити старайся:

Не довіряй тим, чия мова чи вчинки сумнівні, [25]

Сам говори лиш про те, що вважаєш з усього найкращим.

Перш ніж робити, – подумай, інакше вийде безглуздо.

Люди нещасні ча́сом діють зо́всім бездумно,

Ти ж бо роби лише те, про що жалкувати не будеш.

Не берися за діло, в якому науки не маєш, [30]

Але вчи те, що треба, й життя твоє буде прекрасним.

Безпечності маєш позбутись, коли йдеться про твоє здоров’я.

Міру в усьому тримай – в харчах та напоях,

І в тренуваннях для тіла, і міра – це те, що не важко.

Жити старайся скромно та чисто. [35]

Остерігайся діянь, які викличуть заздрість.

Непомірних витрат не вчиняй, як низький душею,

Але й не дуже скупись. Основа усього – це міра.

Всі дії спочатку обдумай, щоб гірко не було.

У заспокійливий сон ти не маєш впадати, [40]

Поки не пригадаєш кожне діяння сьогодні:

«Де провинився? Що я зробив? І яких справ уникнув?»

Переглянь все в думках, крок за кроком з самого початку.

Добрим вчинкам радій і себе докоряй за погані.

Так роби й осягни, чого прагнути маєш, [45]

Так знайдеш ти шляхи священних чеснот здобування.

Іменем клятву даю, що відкрив нам Священну Четвірку,

Вічне природи начало. За справу берись,

Лише помолившись богам про її виконання. Пам’ятай,

Так світоустрій смертних й безсмертних осягнеш, [50]

Що в речах тлінне, а що є незмінним,

Всюди пізнаєш єдину природу всього існування,

Думки ма́рні покинеш й незриме раніше відкриєш.

Стане ясно: нещасні люди приносять страждання

Самі собі, ідучи глухо та сліпо, хоча їм доступний [55]

Шлях досконалий, та мало хто знає рятунок від лиха.

Знегоди важкі позбавляють смертних здорового глузду,

Зла доля постійно кидає їх з місця на місце.

Прихований розбрат цим людям присутній, разом з бідою,

Знищує їх. Не викликай його, а уникай, поступайся. [60]

Зе́все, о Ба́тьку! Ти вберіг би дійсно від лиха,

Якби в кожнім відкрив його власне духовне начало!

Ти ж стійким будь: божественний рід присутній у смертних,

Їм сповіщає та все відкриває священна природа.

Коли серцю накази ці будуть близькими, [65]

Душу сво́ю очистиш й від сили пороків позбавиш.

Зайві страви залиште, що в писаннях згадані мною,

І в порятунку душі, до всього підходь з розумінням,

Справжнє знання, що з серця приходить, – найкращий керманич.

Коли ж тіло покинеш, й у вільний Ете́р піднесешся, [70]

Станеш вічним й нетлінним, Богом що смерті не знає.

## Дивіться також
- Піфагореїзм
- Дельфійські максими
- Гієрокл Олександрійський

## Зовнішні посилання
- The Golden Verses of Pythagoras and Other Pythagorean Fragments (Florence Firth, editor; 1904) at Sacred Texts[en]
- Ἠθικὴ ποίησις; sive Gnomici poetae graeci, ad optimorum exemplarium fidem emendavit, Fleischer, Leipzig: 1817, pp. 145–148 (оригінальний текст грецькою мовою).
- Bibliotheca Augustana (оригінальний текст грецькою мовою).
- Кілька перекладів (Редфілд, Ферт, Роу) .
- Notes on the Golden Verses of Pythagoras from the Commentaries of Hierocles. (Не плутати з усім коментарем Гієрокла)